# Ján Mihálik
Ján Mihálik (* 1. července 1955) je slovenský politik SNS, po sametové revoluci československý poslanec Sněmovny lidu Federálního shromáždění.

## Biografie
Ve volbách roku 1992 byl za SNS zvolen do Sněmovny lidu, kdy ho v Bratislavském kraji preferenční hlasy posunuly z původního třetího na první místo (SNS získala jeden mandát). Ve Federálním shromáždění setrval do zániku Československa v prosinci 1992. V roce 1994 se zmiňoval jako jeden z možných kandidátů na nového předsedu Slovenské národní strany.
V krajských volbách roku 2001 kandidoval za SNS do zastupitelstva Bratislavského samosprávného kraje. V parlamentních volbách na Slovensku roku 2012 za SNS kandidoval, ovšem až na 131. místě kandidátní listiny. Nebyl zvolen. Profesně se uvádí jako chirurg, bytem Bratislava.